# Солгонский кряж
Солго́нский кря́ж — горный хребет на юге Красноярского края России на территории Ужурского, Назаровского и Балахтинского районов. Образует узкую (до 40 км) перемычку между Кузнецким Алатау и Восточным Саяном, отделяя Чулымо-Енисейскую котловину от Назаровской.
Протяжённость хребта составляет около 120 км. Максимальная высота — 875 м. Хребет сложен песчаниками, сланцами, известняками, эффузивами. На склонах произрастает мелколиственный смешанный лес, местами елово-пихтовая тайга.
В 1963 году этой территории был присвоен статус заказника площадью 100,8 тысяч гектаров.